# Rutilia splendida
Rutilia splendida är en tvåvingeart som först beskrevs av Donovan 1805.  Rutilia splendida ingår i släktet Rutilia och familjen parasitflugor. Inga underarter finns listade i Catalogue of Life.